# La regina degli Elfi di Shannara
La regina degli Elfi di Shannara (il titolo originale inglese è The Elf Queen of Shannara) è il terzo capitolo della tetralogia de L'Eredità di Shannara scritta da Terry Brooks. Diretto seguito dei volumi precedenti e da leggere successivamente a questi, il volume è incentrato principalmente sulle vicende di Wren Elessedil.

## Riassunto
Alla giovane Wren Elessedil, discendente del mitico Jerle Shannara, l'ombra di Allanon ha richiesto di riportare alle Quattro Terre i perduti Elfi. La sua ricerca l'ha portata a intraprendere un lungo viaggio verso l'isola di Morrowindl in compagnia del suo mentore Garth. È su quest'isola infatti che gli Elfi hanno trovato rifugio e una nuova casa dopo essere stati costretti a lasciare le Terre dell'Ovest a seguito delle minacce della Federazione del Sud. Ma l'apparente paradiso scelto dagli Elfi si era ben presto trasformato in una prigione quando sull'isola erano apparsi i primi Demoni. Solo la magia del Loden, un artefatto magico grazie al quale l'intera capitale elfa era stata trasportata sull'isola, può mantenere Arborlon al sicuro dal pericolo al riparo della Chiglia, ma il suo potere sta inesorabilmente diminuendo. Ellenroh - nonna di Wren - capisce che solo tornando nelle Quattro Terre, come richiesto da Allanon e dalle visioni della veggente Eowen, gli Elfi potranno sopravvivere. Ellenroh stabilisce che una piccola compagnia di nove persone riportrà il Loden con l'intera Arborlon nelle Terre dell'Ovest. Wren - cresciuta come Ohmsford a Valle d'ombra e successivamente addestrata dai Rover (Vagabondi in altre traduzioni) alla morte dei genitori, che avevano cercato di tornare su Morrowindl in barba alla nefasta visione che ne aveva predetto la morte - diventa Regina degli Elfi alla morte di Ellenroh ed eredita il diritto / dovere di portare il Loden - che custodisce al suo interno Arborlon ed il popolo Elfo. Questo causa una frattura insanabile con suo cugino Gavilan che, oltre a propendere per un uso ancora più ampio della magia, sarebbe stato l'erede al trono al posto di Wren.
Alla ricerca della verità su sè stessa e sulle ragioni per cui il popolo Elfo si è condannato a questa situazione, Wren interroga ripetutamente i suoi compagni di viaggio fino a che Eowen le confessa che i demoni sono in realtà Ombrati, i quali non sono altro che Elfi che, cercando di riconquistare la Magia della Terra, sono stati da essa corrotti e condotti alla follia. Eowen viene catturata e uccisa dai Drakul che percepiscono e bramano la sua magia; Wren prova a salvarla ricorrendo ancora una volta alle Pietre Magiche, ma mette a serio rischio la propria vita. Prima di partire alla ricerca di Eowen, Wren affida temporaneamente a Gavilan lo scettro. Triss, Stresa e Garth riescono a salvare Wren dai Drakul; Gavilan - rimasto solo con Dal - impazzisce definitivamente, lo uccide e si dà alla fuga. Nella palude di Inju, nel tentativo di recuperare Gavilan e il Loden dalle grinfie del ragno-demone Wisteron, Garth viene ferito ed avvelenato, tanto che Wren è costretta ad ascoltare le sue preghiere e sopprimerlo prima che egli stesso diventi un demone. Prima di morire, Garth le rivela tutta la verità. 
Recuperato il Loden, Wren riesce a raggiungere la costa di Morrowindl insieme a Triss (capitano delle guardie), lo Sgatto Stresa e lo Squeak Fauno. Lì, accerchiata dai Demoni a loro volta in fuga per mettersi al riparo dalla prossima esplosione del vulcano Killeshan, viene salvata da Tiger Ty degli Elfi Alati e dal suo Roc. Tiger Ty riporta Wren, Triss, Stresa e Fauno sulle rive Rill Song dove sorgeva Arborlon e Wren evoca la magia del Loden per ricollocare lì la città e i suoi abitanti. 
Il libro si conclude con il riconoscimento di Wren come regina degli Elfi, con Walker Boh che riesce definitivamente a riportare Paranor alla realtà dopo aver superato l'incontro/scontro con lo spirito di Allanon nella Fornace dei Druidi, con Coll che ruba un mantello a Rimmer Dall e riesce a fuggire da Sentinella del Sud per mettersi alla ricerca di Par e con Padishar Creel che riesce finalmente a trovare Par e Dhamson Rhee in uno dei nascondigli di Tyrsis.

## Personaggi Principali
- Wren Elessedil
- Garth

## Edizioni
- Terry Brooks, La Regina degli Elfi di Shannara, traduzione di Savino D'Amico, collana Oscar Mondadori, Arnoldo Mondadori Editore, 1998,  p. 447, ISBN 88-04-38680-0.